# Albert Fuchs (företagsledare)
För andra betydelser, se Albert Fuchs.
Albert Fuchs, född 24 september 1917 i Gustav Vasa församling i Stockholm
, död 28 maj 2013 i Kungsholms församling i Stockholm, var en svensk företagsledare.
Albert Fuchs var son till grosshandlare Moses Fuchs och Ester Radschewitz samt bror till direktören och PR-mannen Walter Fuchs och farbror till Marie-Louise Ekman.
Fuchs tog realexamen 1933 och bedrev sedan handels- och språkstudier. Han anställdes av AB 
Baltiska skinnkompaniet 1934, blev disponent 1947 och senare direktör där. Han var därefter verksam vid F Hollander & Co AB och AB Svensk varuclearing från 1956. Styrelseledamot i AB Svensk varuclearing blev han 1957.
Från 1939 till sin död var han gift med Nanny Koff (1917–2013), dotter till antikvitetshandlare H Koff och Olga Maler. De hade barnen Tommy (född 1943), Richard (född 1947) och Susanne (född 1954).